# Epilobium prostratum
Espèce
Classification phylogénétique
Epilobium prostratum est une espèce de plantes à fleurs du genre Epilobium et de la famille des Onagraceae. Cette espèce est endémique sur l'île de Nouvelle-Guinée.